# Iroduku : Le Monde en couleur
Iroduku : Le Monde en couleur (色づく世界の明日から, Irozuku sekai no ashita kara, litt. « Depuis le monde changeant de couleur de demain ») est une série télévisée d'animation japonaise de 13 épisodes produite par P.A.Works. L'histoire suit le quotidien de Hitomi Tsukishiro, une jeune fille de 17 ans issue d'une famille de sorcières, après que sa grand-mère Kohaku Tsukishiro l'a envoyée dans le passé pour qu'elle puisse retrouver sa vision des couleurs qu'elle a perdue plus jeune pour une certaine raison. Elle est diffusée pour la première fois au Japon entre le 6 octobre et le 29 décembre 2018 dans la case horaire Animeism,. Amazon Prime Video diffuse la série en simulcast dans le monde entier, sauf en Chine.

## Synopsis
En 2078, Hitomi Tsukishiro est une adolescente issue d'une famille de sorcières qui a perdu son sens des couleurs en perdant les personnes qu'elle chérissait. Ne voulant plus voir sa petite-fille souffrir, Kohaku Tsukishiro, la grand-mère de Hitomi, l'envoie 60 ans dans le passé jusqu'en 2018 pour qu'elle rencontre son soi âgée de 17 ans.

## Personnages
Hitomi Tsukishiro (月白 瞳美, Tsukishiro Hitomi)
Voix japonaise : Kaori Ishihara,
Une achromate qui descend d'une famille de sorcières. Malgré le fait qu'elle soit aussi une sorcière, elle déteste la magie. En grandissant, elle a perdu son sens des couleurs ainsi que celle des « gens qui l'entourent ». Sa grand-mère Kohaku la ramène 60 ans en arrière pour qu'elle se ressaisisse.
Kohaku Tsukishiro (月白 琥珀, Tsukishiro Kohaku)
Voix japonaise : Kaede Hondo (jeune),, Sumi Shimamoto
La grand-mère de Hitomi qui l'a envoyée vivre avec elle-même, âgée de 17 ans. Une fauteuse de troubles qui fait souvent des expériences avec sa magie à l'école, provoquant une peur de la magie chez ses camarades de classe. Elle est au départ à l'étranger lorsque Hitomi arrive dans le passé et a rejoint le club d'art et de photographie après son retour.
Yuito Aoi (葵 唯翔, Aoi Yuito)
Voix japonaise : Shōya Chiba (ja),
Un membre du club d'art et de photographie dont le loisir est le dessin. Pour une raison quelconque, Hitomi peut voir les couleurs dans ses dessins.
Asagi Kazeno (風野 あさぎ, Kazeno Asagi)
Voix japonaise : Kana Ichinose,
Une membre du club d'art et de photographie dont la passion est de prendre des photos d'animaux, surtout celles de lapins. Ses parents gèrent un studio de photographie. C'est une amie d'enfance de Shō dont elle est également amoureuse.
Kurumi Kawai (川合 胡桃, Kawai Kurumi)
Voix japonaise : Nao Tōyama,
Vice-présidente du club d'art et de photographie. D'une curiosité abondante, elle s'est emportée au début en prenant par erreur Hitomi comme la petite amie de Yuito, en remarquant et en filmant cette dernière en train de sortir de la chambre de Yuito.
Shō Yamabuki (山吹 将, Yamabuki Shō)
Voix japonaise : Seiji Maeda,
Il est le président du club d'art et de photographie qui prend principalement des photos en noir et blanc. C'est un ami d'enfance d'Asagi. Sceptique au sujet de la relation présumée entre Hitomi et Yuito, il fut le premier à l'approcher et à vérifier cela lorsqu'il remarqua que Hitomi semblait perdue. La haute estime qu'il a pour Hitomi rend Asagi jalouse.
Chigusa Fukasawa (深澤 千草, Fukazawa Chigusa)
Voix japonaise : Ayumu Murase,
Un élève de première année faisant aussi partie du club d'art et de photographie. Il est également le collègue de travail de Yuito dans leur emploi à temps-partiel.

## Production et diffusion
Avec l'ouverture d'un site officiel et d'un compte Twitter dédié, P.A.Works a révélé leur nouveau projet intitulé Irozuku sekai no ashita kara (色づく世界の明日から) en mars 2018 dont Infinite est le producteur du projet. Celle-ci est réalisée par Toshiya Shinohara, avec Yūko Kakihara pour l'écriture et la supervision des scripts, Yuki Akiyama sert de directeur de l'animation et adapte les character designs de Fly ; Kurumi Suzuki est le directeur artistique avec Junichi Higashi qui est le responsable artistique, Tomo Namiki et Yoshimitsu Tomita sont les directeurs de la photographie, Naomi Nakano est la responsable des couleurs tandis que Tachi Kiritani est le directeur de l'infographie et Yō Yamada est le directeur sonore, et la bande originale de la série est composée par Yoshiaki Dewa,,.
La série est diffusée au Japon dans la case horaire Animeism de MBS et de TBS et sur AT-X- entre le 6 octobre 2018 et le 29 décembre 2018, et un peu plus tard sur BS-TBS, TUT et ATV,. Amazon détient les droits exclusifs de diffusion en simulcast de la série au Japon et à l'étranger, sauf en Chine, via son service de vidéo à la demande, Amazon Prime Video, ; la série est intitulé en français Iroduku : Le Monde en couleur. Treize épisodes composent la série d'animation, répartis dans trois coffrets Blu-ray,.
La chanson de l'opening de la série, intitulée 17-sai (17才, Jū-nana-sai, litt. « 17 ans »), est réalisée par le duo Haruka to Miyuki, tandis que la chanson de Nagi Yanagi, intitulée Mimei no kimi to higure no mahō (未明の君と薄明の魔法, litt. « Le Crépuscule magique de ton aube »), sert d'ending,.

### Liste des épisodes
| No | Titre français                       | Titre japonais         | Titre japonais                         | Date de 1re diffusion |
| No | Titre français                       | Kanji                  | Rōmaji                                 | Date de 1re diffusion |
| -- | ------------------------------------ | ---------------------- | -------------------------------------- | --------------------- |
| 1  | Tu es ici chez toi                   | キミノイクベキトコロ   | Kimi no ikubeki tokoro                 | 6 octobre 2018        |
| 2  | Je ne supporte pas la magie          | 魔法なんて大キライ     | Mahō nante daikirai                    | 13 octobre 2018       |
| 3  | Pas de pluie, pas d'arc-en-ciel      | No Rain, No Rainbow    |                                        | 20 octobre 2018       |
| 4  | Arrête de m'appeler « grand-mère » ! | おばあちゃんはヤメテ!  | Obāchan wa yamete!                     | 27 octobre 2018       |
| 5  | Une recette toute simple             | ささやかなレシピ       | Sasayaka na Reshipi                    | 3 novembre 2018       |
| 6  | Poisson doré                         | 金色のサカナ           | Kin'iro no sakana                      | 10 novembre 2018      |
| 7  | Le Fardeau de Vénus                  | ヴィーナスの重荷       | Vīnasu no Omoni                        | 17 novembre 2018      |
| 8  | Fragments fragiles                   | ほころびのカケラ       | Hokorobi no kakera                     | 24 novembre 2018      |
| 9  | Mots égarés                          | さまよう言葉           | Samayō kotoba                          | 1er décembre 2018     |
| 10 | Crayon noir et blanc                 | モノクロのクレヨン     | Monokuro no kureyon                    | 8 décembre 2018       |
| 11 | La Lune décroissante                 | 欠けていく月           | Kakete iku tsuki                       | 15 décembre 2018      |
| 12 | En ce jour radieux                   | 光る光るこの一日が光る | Hikaru hikaru kono ichinichi ga hikaru | 22 décembre 2018      |
| 13 | Le Monde en couleur                  | 色づく世界の明日から   | Irozuku sekai no ashita kara           | 29 décembre 2018      |

### Annotations
1. ↑  La série est programmée pour le 5 octobre 2018 à 25 h 55, soit le 6 octobre à 1 h 55 JST.

### Sources
1. 1 2  (en) Jennifer Sherman, « IRODUKU : The World in Colors Anime Listed With 13 Episodes », sur Anime News Network, 12 octobre 2018 (consulté le 4 novembre 2018)
2. ↑  (ja) « 篠原俊哉監督のアニメ「色づく世界の明日から」今秋放送、石原夏織らがキャストに », sur natalie.mu,‎ 24 mars 2018 (consulté le 30 novembre 2018)
3. 1 2 3  (en) Karen Ressler, « P.A. Works' Iroduku Sekai no Ashita kara. Anime Reveals October 5 Premiere, Character Designs : Emotionless girl travels to the past, meets grandmother in new anime », sur Anime News Network, 9 septembre 2018 (consulté le 4 novembre 2018)
4. 1 2  (ja) « ON AIR », sur Site officiel (consulté le 4 novembre 2018)
5. 1 2  (en) Karen Ressler, « IRODUKU : The World in Colors Anime Reveals Visual, Debuts on Amazon Prime », sur Anime News Network, 5 octobre 2018 (consulté le 4 novembre 2018)
6. 1 2 3 4 5 6 7 8 9  (ja) « Cast & Staff », sur Site officiel (consulté le 4 novembre 2018)
7. 1 2 3 4 5 6 7  (en) Egan Loo, « P.A. Works' Iroduku Sekai no Ashita kara. Anime Lists More Cast, Song Artists, Composer, Amazon Streaming in 2nd Video : Haruka to Miyuki, Nagi Yanagi perform themes; Kana Ichinose, Nao Tōyama, more join cast », sur Anime News Network, 9 août 2018 (consulté le 4 novembre 2018)
8. ↑  (en) Crystalyn Hodgkins, « P.A. Works Reveals Iroduku Sekai no Ashita kara Anime Project : A Lull in the Sea's Toshiya Shinohara to direct anime », sur Anime News Network, 16 mars 2018 (consulté le 4 novembre 2018)
9. ↑  (en) Karen Ressler, « P.A. Works' Iroduku Sekai no Ashita kara. Anime Promo Video Reveals Staff, Cast : Fantasy series slated for this fall », sur Anime News Network, 23 mars 2018 (consulté le 21 septembre 2018)
10. ↑  (ja) « P.A.WORKS制作「色づく世界の明日から」新ビジュアル＆追加キャスト公開 », sur natalie.mu,‎ 9 août 2018 (consulté le 4 novembre 2018)
11. ↑  « Des animes supplémentaires en simulcast sur Amazon Prime Vidéo », sur manga-news.com, 17 octobre 2018 (consulté le 4 novembre 2018)
12. ↑  (ja) « Products : Blu-ray BOX 3 », sur Site officiel (consulté le 4 novembre 2018)
13. ↑  (ja) « Products : オープニングテーマ 『17才』ハルカトミユキ », sur Site officiel (consulté le 4 novembre 2018)
14. ↑  (ja) « Products : エンディングテーマ 『未明の君と薄明の魔法』やなぎなぎ », sur Site officiel (consulté le 4 novembre 2018)